# Louis Gruenberg
Louis Gruenberg (Brest Litovsk, 3 agosto 1884 – Beverly Hills, 10 giugno 1964) è stato un compositore e musicista russo.

## Biografia
Figlio di Abe Gruenberg e di Klara Kantarovitch, che emigrarono negli Stati Uniti d'America quando aveva pochi mesi.
Suo padre ha lavorato come violinista a New York.
Il giovane Gruenberg dimostrò di avere talento per il pianoforte e all'età di otto anni prese lezioni di piano con Adele Margulies al Conservatorio nazionale di New York, successivamente diretto da Antonín Dvořák.
Poco più che ventenne si trasferì in Europa per studiare con Ferruccio Busoni al Conservatorio di Vienna.
Qualche anno prima della prima guerra mondiale, Gruenberg intraprese la carriera di insegnante e contemporaneamente suonava, sia come accompagnatore sia come solista.
Nel 1919, Gruenberg scrisse The Hill of Dreams, per orchestra, che gli procurò l'acclamato Flagler Prize e gli permise di dedicarsi completamente alla composizione.
Sempre nello stesso anno scrisse una delle sue prime opere che riscosse un certo successo, intitolata The Dumb Wife; negli anni seguenti fu influenzato dalla musicalità jazz e ragtime e compose Daniel Jazz per tenore e otto strumenti. Dello stesso genere furono le opere successive, quali Jazz Suite e Jazzettes.
Il 4 febbraio 1923 Gruenberg diresse la prima americana di Pierrot Lunaire di Arnold Schönberg, come membro dell'International Composers' Guild fondata da Edgard Varèse e da Carlos Salzedo nel 1921.
Poco dopo questa esibizione, lui e altri membri si allontanarono dalla Guild per formare la League of Composers.
Negli anni successivi compose musiche molto affini alla musicalità spiritual, che si concretizzarono in un Concerto per violino e orchestra; inoltre ha realizzato le opere The Bridge of the Goods nel 1932, Queen Helena nel 1936 oltre a sinfonie e concerti per pianoforte e orchestra.
Nel 1931 scrisse The Emperor Jones (op. 36, opera in 1 prologo, due atti, 1 interludio e 6 scene), su libretto del compositore e di Kathleen de Jaffa tratta dal dramma omonimo di Eugene O'Neill, la cui première fu data nel 1933 al Metropolitan Opera House di New York diretta da Tullio Serafin con il baritono Lawrence Tibbett e da allora rappresentata molto raramente. In Italia è stata rappresentata al Teatro delle Muse nel gennaio del 2009.
Tra il 1933 e il 1936, Gruenberg diresse il dipartimento di composizione del Chicago Musical College (ora parte della Roosevelt University).
Nel 1937 si trasferì con la sua famiglia a Beverly Hills, in California, dove lavorò per il cinema, componendo colonne sonore per i film di Hollywood.
Durante gli ultimi vent'anni della sua vita, Gruenberg conservò una stretta amicizia con Arnold Schönberg, residente a Los Angeles e professore di musica alla UCLA.

## Opere principali

### Opere
- The Bride of the Gods, libretto di Busoni, tradotto da C. H. Meltzer (1913);
- The Dumb Wife, libretto tratto da The Man Who Married a Dumb Wife di Anatole France (1923);
- Jack and the Beanstalk, libretto di John Erskine (1931);
- The Emperor Jone, libretto del compositore tratto da Eugene O'Neill (1931);
- Queen Helen (1936);
- Green Mansions, radio opera, libretto tratto da William Henry Hudson (1937);
- Helena's Husband, libretto di P. Moeller (1938);
- Volpone, libretto del compositore tratto da Ben Jonson (1945);
- One Night of Cleopatra, libretto del compositore tratto da T. Gautier;
- The Delicate King, libretto del compositore tratto da Alexandre Dumas (padre) (1955);
- Antony and Cleopatra, libretto del compositore tratto da William Shakespeare (1955);

### Musica per orchestra
- The Hill of Dreams, 1919;
- The Daniel Jazz, 1925;
- Concerto per violino e orchestra, Op. 47, 1944;
- 5 sinfonie

### Colonne sonore cinematografiche
- Violenza (The Gangster), regia di Gordon Wiles (1947)
- Quick Sand, 1950;
- All the King's Men, 1949 (nomina al Golden Globe, 1950);
- Smart Woman, 1948;
- Arc of Triumph, 1948;
- The Gangster, 1947;
- Counter-Attack, 1945;
- An American Romance, 1944;
- The Nazi-Strike documentario, 1943;
- Commandos Strike at Dawn, 1942 (nomina all'Academy Award, 1943);
- So Ends Our Night, 1941 (nomina all'Academy Award, 1942);
- The Fight for Life, 1940;
- Stagecoach, 1939.